# Ignacio Galván
Ignacio Galván (6 de septiembre de 2002; Buenos Aires, Argentina), conocido como Nacho Galván, es un futbolista profesional argentino que juega como lateral izquierdo en Atlético Tucumán de la Primera División de Argentina.

## Trayectoria

### Racing Club
Comenzó a jugar al fútbol con las juveniles de Cover Fc de Almagro a los 5 años, antes de pasar a las divisiones inferiores de Racing Club a los 12. Hizo su debut profesional con Racing Club en la victoria por 2-0 de la Copa Libertadores sobre Sporting Cristal el 11 de mayo de 2021. Firmó su primer contrato profesional con el club el 17 de mayo de 2021, manteniéndolo en el club hasta 2025.

### Orlando City B
Estuvo en condición de préstamo en el Orlando City B, en el cual disputó 18 partidos. No obstante, no se efectuó el pase y volvió a Racing.

### Defensa y Justicia
El 2 de julio de 2024, se hizo oficial que el jugador estaría en condición de préstamo, sin cargo y con opción de compra en Defensa y Justicia por un año. Debutó el 21 de julio en un partido de la Liga Profesional Argentina contra Boca Juniors, el cual terminó en un empate 2 a 2. Finalmente, el "Halcón" no utilizó la opción de compra y volvió a Racing.

### Atlético Tucumán
En junio de 2025, Racing dio a préstamo nuevamente al jugador por 18 meses a Atlético Tucumán con opción de compra.